# Hylaeus damascenus
Hylaeus damascenus is een vliesvleugelig insect uit de familie Colletidae. De wetenschappelijke naam van de soort is voor het eerst geldig gepubliceerd in 1890 door Magretti.